# Лоренцо Монтіпо
Лоренцо Монтіпо (італ. Lorenzo Montipò, нар. 20 лютого 1996, Новара) — італійський футболіст, воротар клубу «Верону».

## Клубна кар'єра
Народився 20 лютого 1996 року в місті Новара. Вихованець футбольної школи клубу «Новара». 18 травня 2013 року дебютував за першу команду у віці 17 років і 2 місяці в матчі Серії Б проти «Віртус Ланчано». Тим не менш закріпитись у рідній команда не зумів, через що 14 липня 2015 року був відданий в оренду в «Сієну», після чого 31 серпня 2016 року також на правах оренди виступав за «Карпі». Але так і не зігравши у новій команда жодної гри, вже у січні наступного року оренда достроково була припинена.
У сезоні 2017/18 став основним воротарем «Новари», яку не зумів врятувати від вильоту з другого дивізіону, тому 12 липня 2018 року перейшов до складу клубу «Беневенто». За три роки відіграв за команду з Беневенто понад 100 матчів в різних турнірах.
20 липня 2021 року був орендований «Вероною». Орендна угода передбачала зобов'язання викупу гравця за досягнення певних умов. Пох ходу сезону 2021/22 був основним голкіпером веронців, і по його завершенні клуб викупив його контракт за 1 мільйон євро.

## Виступи за збірні
2014 року дебютував у складі юнацької збірної Італії, взяв участь у 7 іграх на юнацькому рівні, пропустивши 4 голи.
З 2016 року залучався до складу молодіжної збірної Італії, у складі якої поїхав як третій воротар на домашній молодіжний чемпіонат Європи 2019 року.

## Статистика виступів

### Статистика клубних виступів
Станом на 11 вересня 2022
| Сезон                 | Команда               | Чемпіонат             | Чемпіонат | Чемпіонат | Національний кубок | Національний кубок | Національний кубок | Континентальні кубки | Континентальні кубки | Континентальні кубки | Інші змагання | Інші змагання | Інші змагання | Усього | Усього |
| Сезон                 | Команда               | Ліга                  | Ігор      | Голів     | Ліга               | Ігор               | Голів              | Ліга                 | Ігор                 | Голів                | Ліга          | Ігор          | Голів         | Ігор   | Голів  |
| --------------------- | --------------------- | --------------------- | --------- | --------- | ------------------ | ------------------ | ------------------ | -------------------- | -------------------- | -------------------- | ------------- | ------------- | ------------- | ------ | ------ |
| 2012–13               | «Новара»              | B                     | 1         | -1        | КІ                 | 0                  | -0                 | -                    | -                    | -                    | -             | -             | -             | 1      | -1     |
| 2013–14               | «Новара»              | B                     | 2+1       | -5 + -2   | КІ                 | 0                  | -0                 | -                    | -                    | -                    | -             | -             | -             | 3      | -7     |
| 2014–15               | «Новара»              | ЛП                    | 0         | -0        | КІ+КІ-ЛП           | 0+0                | -0 + -0            | -                    | -                    | -                    | СК-ЛП         | 2             | -3            | 2      | -3     |
| 2015–16               | «Сієна»               | ЛП                    | 32        | -34       | КІ-ЛП              | 3                  | -3                 | -                    | -                    | -                    | -             | -             | -             | 35     | -37    |
| 2016–17               | «Карпі»               | B                     | 0         | -0        | КІ                 | 0                  | -0                 | -                    | -                    | -                    | -             | -             | -             | 0      | 0      |
| 2016–17               | «Новара»              | B                     | 4         | -3        | КІ                 | 0                  | -0                 | -                    | -                    | -                    | -             | -             | -             | 4      | -3     |
| 2017–18               | «Новара»              | B                     | 39        | -49       | КІ                 | 1                  | -2                 | -                    | -                    | -                    | -             | -             | -             | 40     | -51    |
| Усього за «Новару»    | Усього за «Новару»    | Усього за «Новару»    | 46+1      | -58 + -2  |                    | 1                  | -2                 |                      | -                    | -                    |               | 2             | -3            | 50     | -65    |
| 2018–19               | «Беневенто»           | B                     | 26+2      | -30 + -4  | КІ                 | 2                  | -6                 | -                    | -                    | -                    | -             | -             | -             | 30     | -40    |
| 2019–20               | «Беневенто»           | B                     | 35        | -23       | КІ                 | 1                  | -4                 | -                    | -                    | -                    | -             | -             | -             | 36     | -27    |
| 2020–21               | «Беневенто»           | A                     | 37        | -74       | КІ                 | 0                  | 0                  | -                    | -                    | -                    | -             | -             | -             | 37     | -74    |
| Усього за «Беневенто» | Усього за «Беневенто» | Усього за «Беневенто» | 98+2      | -127 + -4 |                    | 3                  | -10                |                      | -                    | -                    |               | -             | -             | 103    | -141   |
| 2021–22               | «Верона»              | A                     | 32        | -46       | КІ                 | 0                  | 0                  | -                    | -                    | -                    | -             | -             | -             | 32     | -46    |
| 2022–23               | «Верона»              | A                     | 6         | -11       | КІ                 | 1                  | -4                 | -                    | -                    | -                    | -             | -             | -             | 7      | -15    |
| Усього за «Верону»    | Усього за «Верону»    | Усього за «Верону»    | 38        | -57       |                    | 1                  | -4                 |                      | -                    | -                    |               | -             | -             | 39     | -61    |
| Усього за кар'єру     | Усього за кар'єру     | Усього за кар'єру     | 214       | -276      |                    | 7                  | –                  |                      | -                    | -                    |               | 2             | -3            | 223    | -298   |